# Vilijam Karlos Vilijams
Vilijam Karlos Vilijams (17. september 1883 – 4. mart 1963) bio je američki pesnik i lekar, blisko asociran sa modernizmom i imažinizmom.
Pored svog književnog dela, Vilijams je imao dugu karijeru kao lekar koji je praktikovao pedijatriju i opštu medicinu. On je bio povezan sa Opštom bolnicom Pasejik, gde je bio šef pedijatrije bolnice od 1924. do smrti. Bolnica, koja je danas poznata kao Opšta bolnica Svete Marije, odala je počast Vilijamsu spomen-pločom na kojoj piše: „Hodamo odeljenjima kojima je hodao Vilijams”.

## Život i karijera
Vilijams je rođen u Raderfordu, Nju Džersi, 1883. Njegov otac, Vilijam Džordž Vilijams, rođen je u Engleskoj, ali je odrastao od pete godine u Dominikanskoj Republici; njegova majka, Rakel Helen Hoheb, iz Majagveza, Portoriko, bila je francuskog porekla.
Naučnici primećuju da je karipska kultura porodične kuće imala važan uticaj na Vilijamsa. Džefri Herlihi-Mera primećuje: „Engleski nije bio njegovo primarno sredstvo komunikacije sve dok nije bio tinejdžer. Kod kuće su njegova majka i otac — koji su odrasli u Portoriku, odnosno Dominikanskoj Republici — pričali španski jedno sa drugim i sa mladim Vilijam Karlosom.“ Mada je pisao na engleskom, „pesnikov prvi jezik“ je bio španski i njegova „svest i društvena orijentacija“ bili su oblikovani karipskim običajima; na njegov život je uticala „u veoma važnom stepenu pluralna kulturna osnova“.
Vilijams je svoje osnovno i srednje obrazovanje stekao u Raderfordu do 1897. godine kada je poslat na dve godine u školu u blizini Ženeve i u srednju školu Kondorset u Parizu. Po povratku u Njujork je pohađao školu Horas Man i, nakon što je položio poseban ispit, primljen je 1902. na Medicinski fakultet Univerziteta u Pensilvaniji, na kome je diplomirao 1906. godine. Po odlasku iz Pena, Vilijams je stažirao u Francuskoj bolnici i Dečjoj bolnici u Njujorku, a zatim je otišao u Lajpcig na napredne studije pedijatrije. Prvu knjigu Pesme objavio je 1909. godine.
Vilijams se oženio Florens („Flosi“) Herman (1891–1976) 1912. godine, nakon što se vratio iz Nemačke. Uselili su se u kuću u 9 Ridž ulici u Ruderfordu, Nju Džersi, gde su živeli dugo godina. Ubrzo nakon toga, njegova druga knjiga pesama, The Tempers, objavljena je u izdanju Londonske štampe uz pomoć njegovog prijatelja Ezre Paunda, kojeg je upoznao dok je studirao na Univerzitetu u Pensilvaniji. Oko 1914. godine, Vilijams i njegova supruga su dobili svog prvog sina Vilijama E. Vilijamsa, a zatim drugog sina Pola H. Vilijamsa 1917. godine. Njihov prvi sin je takođe postao lekar.
Godine 1920, Vilijamsa su mnogi njegovi savremenici oštro kritikovali (uključujući H.D. Paunda i Volasa Stivensa) kada je objavio jednu od svojih eksperimentalnih knjiga Kora in Hell: Improvisations. Paund je delo nazvao „nekoherentnim“, a H.D. je mislio da je knjiga „jeziva“. Dada umetnica i pesnikinja baronica Elsa kritikovala je Vilijamsovu seksualnu i umetničku politiku u svojoj eksperimentalnoj recenziji pesama u prozi pod naslovom „Tebe zovem 'Hamlet venčanog prstena'”, objavljenoj u The Little Review u martu 1921. godine. Vilijams je imao aferu sa baronesom i objavio je tri pesme u Kontaktu, opisujući četrdesetogodišnjakinju kao „staru damu“ sa „slomljenim zubima [i] sifilisom“.

## Bibliografija

### Kolekcije poezije
- (1909)
- (1913)
- (1917)
- (1921)
- (1923)
- (1923)
- (1932)
- (1934)
- (1935)
- (1936)
- (1938)
- (1941)
- (1944)
- Knjiga I (1946); Knjiga II (1948); Knjiga III (1949); Knjiga IV (1951); Knjiga V (1958)
- (1948)
- (1950; rev. ed.1963)
- (1951; rev. ed., 1966)
- (1954)
- (1955)
- (1962)
- (Knjige I-V u jednom tomu, (1963)

### Knjige, proza
- (1920) – Prozne-poemske improvizacije.
- (1923) – Novela.
- (1923) – Hibrid proze i stihova.
- (1925), 1967, ponovno izdanje. Nju Direkšons 2004 – Proza o istorijskim figurama i događajima.
- (1928) – Autobiografski putopis u vidu novele.
- (1932)
- (1932)
- (1937) – Novela.
- (1938) – Kratke priče.
- (1940) – Nastavak dela White Mule.
- (1950)
- (1967)
- počevši sa White Mule.
- (1954)
- (1957)
- (1958)
- (1959)
- (1961)
- (1970) – Kolekcija od pet prethodno objavljenih ranih radova.
- (1974) – Filozofski i kritičarski zapisi i eseji.
- (1976)
- (1978)
- (1984)
- (1996)
- (1996)
- (1998)
- (1998)
- (2004)

### Drama
- (1962)

### Prevodi
- (1929) - Novela Filipa Supa prevedena sa francuskog.
- (2011) - Poezija španskih i latinsko američkih autora.
- (2018) - Novela translated Pedra Espinoza prevedena sa španskog.

## Literatura
- Herbert Leibowitz. “Something Urgent I Have to Say to You”: The Life and Works of William Carlos Williams. New York: Farrar, Straus and Giroux; 496 pages.
- Gammel, Irene. “The Poetic Feud of William Carlos Williams, Ezra Pound, and the Baroness”. Baroness Elsa: Gender, Dada, and Everyday Modernity. Cambridge, MA: MIT Press, 2002. 262-285.

## Spoljašnje veze

### Profili
- Profile at PoetryFoundation.org
- Profile at the Poetry Archive with poems written and audio
- Profile at Архивирано на веб-сајту  (12. март 2016) Modern American Poetry Society
- William Carlos Williams: Profile and Poems at Poets.org
- Stanley Koehler (1964). „William Carlos Williams, The Art of Poetry No. 6”. The Paris Review.
- National Book Foundation Poetry Blog Архивирано на веб-сајту  (22. фебруар 2020)

### Arhiva i radovi
- Vilijam Karlos Vilijams на сајту Пројекат Гутенберг (језик: енглески)
- Дела William Carlos Williams на сајту Фејдид пејџ Канада

- Vilijam Karlos Vilijams на сајту Internet Archive (језик: енглески)
- Vilijam Karlos Vilijams на сајту LibriVox (језик: енглески)
- William Carlos Williams Papers at Yale University Beinecke Rare Book and Manuscript Library.
- Listen to William Carlos Williams read his poems
- Archive at the University of Delaware Library Special Collections Department.
- Archive at SUNY Buffalo Libraries.
- The William Carlos Williams Review. Journal.
- William Carlos Williams Research Collection, Kislak Center for Special Collections, Rare Books and Manuscripts, University of Pennsylvania.
- William Carlos Williams Manuscripts and Correspondence at Dartmouth College Library